# Lávka přes Dřetovický potok
Lávka překonávající Dřetovický potok ve středočeské obci Vrapice u města Kladno byla postavena v roce 2018. Pro chodce propojuje obec s pravým břehem potoka, kde se nachází hřbitov. Architekti Ondřej Císler a Petr Tej pojmuli návrh lávky jako „magický portál mezi světem živých a mrtvých". Stavba je složena z odlitku vysokopevnostního a mrazuvzdorného betonu s ocelovou výztuží – působí velmi jednotně. Lávka váží 3,5 tuny a veškerý spotřebovaný materiál činí 1,4 metru krychlového. Rozpon lávky je 10 metrů a šířka 1,5 metru. Celá její výstavba a projekt stály 700 tisíc korun.
Naproti lávce je postavena socha nazvaná „Strážce" od sochaře Jana Hendrycha. Vychází z původních barokních předobrazů a doplňuje celkovou prostorovou kompozici mostu.
Návrh lávky se umístil v roce 2019 mezi šesti finalisty soutěže Česká cena za architekturu.